# Саратовская соборная мечеть
Сара́товская собо́рная мече́ть — главный мусульманский храм Саратова, возрождённый в 2000-х годах. Находится на территории Волжского района города.

## История
Татарские поселения в границах современного Саратова появились уже в XVII—XVIII веках. С ними было связано распространение ислама. Первая каменная мечеть была открыта здесь в 1836 году (строительство было начато двумя годами ранее). Позднее новое здание мечети на том же месте было выстроено по проекту саратовского архитектора М. Н. Грудистова. Она благополучно существовала до 1930-х годов, пока советская власть не начала гонения на представителей различных религий. Храм закрыли, затем здание было частично разрушено и не использовалось по прямому назначению. Лишь в 1989 году мечеть была возвращена верующим, осквернённое здание решили разрушить и на его месте возвести новое.

## Современное состояние
Новая мечеть, также как и старая, согласно традиции, обращена в сторону Мекки. Она имеет два купола и высокий минарет. Характерная черта внешнего облика — чередование полос из красного и белого кирпича. Молельный зал более 500 м². Здесь же находится резиденция Духовного управления мусульман Саратовской области, действует библиотека, медресе «Шейх Саид».